# انتفاضة تاديوش
قالب:Campaignbox Kościuszko Uprising
قالب:Polish-Russian Wars
انتفاضة تاديوش  ثورة ضد الإمبراطورية الروسية ومملكة بروسيا  بقيادة تاديوش كوسيوسكو في الكومنولث البولندي اللتواني والقسم البروسي في عام 1794. كانت محاولة فاشلة لتحرير الكومنولث البولندي الليتواني من النفوذ الروسي بعد التقسيم الثاني لبولندا (1793) وإنشاء كونفدرالية تارغوفيتسكا. 

## خلفية

### شلل الكومنولث
بحلول أوائل القرن 18، سيطر قطب بولندا وليتوانيا على الدولة   - أو بالأحر ، تمكنوا من ضمان عدم إجراء أي إصلاحات قد تضعف مكانتهم المميزة (" الحريات الذهبية "). من خلال إساءة استخدام حق النقض (الفيتو) الذي يمكّن أي نائب من شل إجراءات مجلس النواب (البرلمان)، فإن النواب الذين رشوا من قبل أقطاب أو قوى أجنبية أو أولئك الذين يكتفيون ببساطة بالاعتقاد بأنهم يعيشون في «عصر ذهبي» غير مسبوق، قد أصاب حكومة الكومنولث بالشلل. لأكثر من قرن.
اكتسبت فكرة إصلاح الكومنولث قوة من منتصف القرن السابع عشر. ومع ذلك، كان ينظر إليها بعين الشك ليس فقط من قبل أقطابها ولكن أيضا من قبل البلدان المجاورة، التي كانت راضية عن تدهور الكومنولث واستنكر فكرة وجود قوة ديمقراطية. مع انخفاض حجم جيش الكومنولث إلى حوالي 16000، كان من السهل على جيرانه التدخل مباشرة ( الجيش الإمبراطوري الروسي بلغ 300000؛ الجيش البروسي والجيش الإمبراطوري النمساوي، 200000 لكل منهما).

### محاولات الإصلاح
سنحت فرصة كبيرة للإصلاح خلال "Great Sejm" في الفترة 1788-1792. كان جيران بولندا منشغلين بالحروب وغير قادرين على التدخل بفاعلية في الشؤون البولندية. انخرطت روسيا والنمسا في الأعمال العدائية ضد الإمبراطورية العثمانية ( الحرب الروسية التركية، 1787-1792 والحرب النمساوية التركية، 1787-1791 )؛ وجد الروس أنفسهم يقاتلون في وقت واحد في الحرب الروسية السويدية، 1788-1790. يبدو أن التحالف الجديد بين الكومنولث البولندي الليتواني وبروسيا يوفر الأمن ضد التدخل الروسي، وفي 3 مايو 1791، تمت قراءة الدستور الجديد واعتماده على دعم شعبي ساحق.

## الانتفاضة

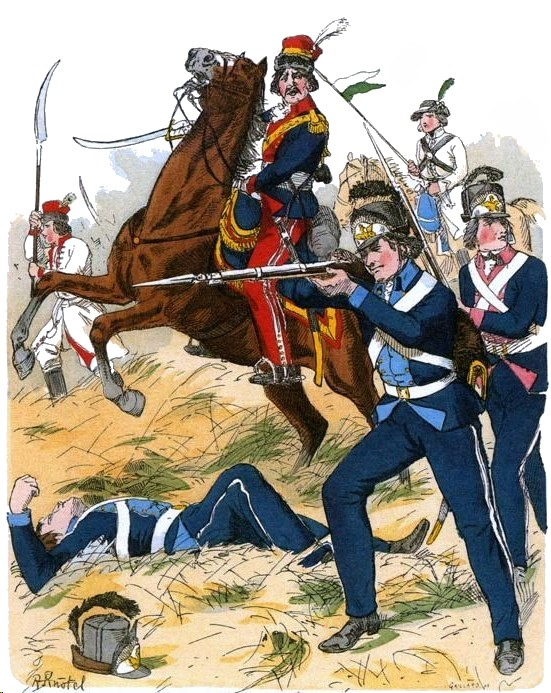
إنتفاضة الجنود البولنديون

في 24 مارس 1794، أعلن تاديوش كوشيوسكو، وهو من قدامى المحاربين في الجيش القاري في الحرب الثورية الأمريكية، الانتفاضة العامة في خطاب ألقاه في ساحة مدينة كراكوف وتولى سلطات القائد الأعلى للقوات البولندية. :180–181 كما تعهد 
 في 4 نوفمبر، بدأت القوات الروسية المشتركة معركة Praga، بعد اسم ضاحية الضفة اليمنى لوارسو حيث وقعت. بعد أربع ساعات من القتال اليدوي الوحشي ، اخترقت القوات الروسية التي يبلغ قوامها 22000 جندي الدفاعات البولندية وسمحت سوفوروف للقوزاق بالنهب وحرق وارسو. :210 قُتل حوالي 20.000 شخص في مذبحة براجا.  :211 هرب زاجاجيك جريحا تاركا الجيش البولندي.  :195
في 16 نوفمبر، بالقرب Radoszyce، استسلم Wawrzecki. مثل هذا نهاية الانتفاضة. انقطعت قوة بولندا، وفي العام التالي وقع التقسيم الثالث لبولندا، وبعد ذلك ضمت النمسا وروسيا وبروسيا ما تبقى من البلاد. [بحاجة لمصدر]